# Actinodendronidae
Actinodendronidae é uma família de cnidários antozoários da infraordem Thenaria, subordem Nyantheae (Actiniaria).

## Géneros
- Actinodendron Blainville, 1830
- Actinostephanus Kwietniewski, 1897
- Megalactis Hemprich & Ehrenberg in Ehrenberg, 1834